# Rojas (achternaam)
Rojas is een veelvuldig voorkomende Spaanstalige achternaam. Van oorsprong is het een toponiem afkomstig van de plaats Rojas in de Spaanse provincie Burgos.
In Chili is Rojas de op twee na meest voorkomende achternaam. 177.384 personen dragen er deze naam als eerste achternaam (Spanjaarden en Zuid-Amerikanen hebben twee achternamen, waarvan de eerste de belangrijkste is, zie Iberische en Ibero-Amerikaanse achternamen). In Spanje zelf staat de naam honderdste op de lijst van meest voorkomende achternamen, 43.935 personen heten zo van de eerste achternaam.